# ویکتور دی لوسیا
ویکتور دی لوسیا (انگلیسی: Victor De Lucia؛ زادهٔ ۲۸ مهٔ ۱۹۹۶) بازیکن فوتبال است.